# Glypta carinifrons
Glypta carinifrons är en stekelart som beskrevs av Dasch 1988. Glypta carinifrons ingår i släktet Glypta och familjen brokparasitsteklar. Inga underarter finns listade i Catalogue of Life.